# ستيف سميث (ضابط)
ستيف سميث (بالإنجليزية: Steve Smith)‏ هو ضابط أسترالي، ولد في 3 يوليو 1959 في هوبارت في أستراليا.